# オプテックスグループ
オプテックスグループ株式会社は、滋賀県大津市に本社を置き、業務用・産業用センサーのメーカーであるオプテックス株式会社などを傘下に置く持株会社。
2017年1月1日に、持株会社制への移行に伴い、（旧）オプテックス株式会社から商号変更した。

## 沿革

### 事業会社（旧・オプテックス）時代
- 1979年 - オプテックス株式会社設立。
- 1991年 - 日本証券業協会に店頭公開。
- 2001年 - 東京証券取引所市場第二部上場。
- 2002年 - 光電センサ事業を分社化し、オプテックス・エフエー株式会社を設立。
- 2003年 - 東京証券取引所市場第一部上場。
- 2005年 - 子会社オプテックス・エフエー株式会社が、大阪証券取引所「ヘラクレス」（現・ジャスダック）に上場。
- 2016年 - ジャスダック上場のLED照明メーカーであるシーシーエス株式会社に対し株式公開買付けを実施。同社株式の63.52%を取得し連結子会社化。

### 持株会社（オプテックスグループ）時代
- 2017年1月 - 持株会社制に移行。グループ経営管理事業を除く全事業を完全子会社のオプテックス新事業準備株式会社へ吸収分割により承継するとともに、従前のオプテックス株式会社をオプテックスグループ株式会社へ、オプテックス新事業準備株式会社をオプテックス株式会社へ、それぞれ商号変更。同時にオプテックスグループ株式会社（旧・オプテックス株式会社）は、オプテックス・エフエー株式会社を株式交換により完全子会社化[2][3]。
- 2018年7月 - ジャスダック上場であった子会社のシーシーエス株式会社を株式交換により完全子会社化[4]。オプテックス株式会社及びオプテックス・エフエー株式会社の生産部門を分割し、新たに設立したオプテックス・エムエフジー株式会社に統合[5]。